# Sistema Stanislavski
Sistema Stanislavski consiste numa série de procedimentos de interpretação do ator e da atriz desenvolvido na arte dramática pelo teatrólogo, diretor e ator russo, Constantin Stanislavski, no final do século XIX e começo do XX. O sistema, como é chamado, é uma das principais sistematizações para o desenvolvimento da interpretação do ator e é muito utilizado no cinema, na TV e no teatro, tendo como objetivo a "verdade na cena". É também a base para a elaboração de muitas outras técnicas de interpretação, com exercícios de relaxamento, concentração, autoaprimoramento, construção de personagem, entre outros.
Esta sistematização foi feita por Stanislavski e Stella Adler no ano de 1934, em Paris, e encontra-se nos livros Minha Vida na Arte (Moia Zhizn v Iskusstve 1925), tradução ao português direto do russo, A Preparação do Ator (Rabota Aktera nad Soboj - v tvortsheskom protsesse perezhivanie. Tshast 1 1938 - O Trabalho do Ator sobre si Mesmo - Parte 1), A Construção da Personagem (Rabota Aktera nad Soboj - v tvortsheskom protsesse voploshshenija. Tshast 2 1948 - O Trabalho do Ator sobre si Mesmo - Parte 2) e A Criação de um Papel (Rabota Aktera nad Rolju 1957 - O Trabalho do Ator sobre seu Papel). Infelizmente a maioria das traduções brasileiras são traduções da edição ao inglês de Elizabeth Reynolds Hapgood, as quais simplificam, omitem e reorganizam nem sempre de forma correta o original russo, fazendo com que muitos conceitos sejam interpretados de maneira equivocada. A partir de 2000 novas traduções de Jean Benedetti ao inglês (Routledge) e de Carlos Saura ao espanhol (Alba), seguem os originais russos completos.

## Histórico
O sistema surgiu como resultado das dúvidas que o jovem Stanislavski tinha em relação ao trabalho apresentado por grandes atores do seu tempo, e a quem admirava, como Maria Yermolova e Tommaso Salvini. Esses atores pareciam operar num padrão distinto de todos os demais e, ainda assim, pareciam estar subordinados a momentos de inspiração, quando atuavam, ao passo que em outras seus desempenhos pareciam apenas razoáveis ou meramente precisos.
Stanislavski considerava a atuação de Yermolova como o ápice da arte cênica. Então, passou sua vida a sistematizar um conjunto de regras, diretrizes e exercícios que pudessem dar a qualquer actor o "instrumento" com o qual pudesse atuar de forma melhor possível, além de conseguir o total controle físico sobre si mesmo.

## O sistema versus o Método
Stanislavski e seu sistema são frequentemente confundidos com o método de atuação proposto pelo Actors Studio de Nova York e com outras técnicas desenvolvidas a partir do sistema por atores nos Estados Unidos. O método, como é conhecido, foi desenvolvido nos palcos norte-americanos, principalmente em Nova York nas décadas de 1930 e 1940. Os atores de teatro Elia Kazan, Robert Lewis, Lee Strasberg, primeiro no Group Theatre e depois no Actors Studio, desenvolveram uma forma particular do sistema a partir dos ensinamentos de Lee Strasberg no American Laboratory Theatre em 1920, focalizando principalmente nas necessidades psicológicas dos atores norte-americanos contemporâneos.
Aspectos dos estudos de Stanislavski sobre o realismo psicológico e a vivência de emoções autênticas em cena atraíram estes artistas. O método foi introduzido inicialmente em encenações da nova dramaturgia norte-americana da época: Clifford Odets, Arthur Miller e Tennessee Williams. 
Enquanto o sistema de Stanislavski e o método de Strasberg tem semelhanças, eles diferem imensamente. O método emprega uma ênfase excessiva na memória emocional, reconstruindo a experiência pessoal dos atores para uso na representação, técnica útil, porém perigosa segundo Stanislavski. Ele afirmava que a imaginação é muito mais poderosa do que a memória, e desenvolveu técnicas que não acessavam os traumas pessoais dos atores. Stanislavski considerou a memória emotiva como uma técnica útil durante algum tempo, mas deixou de utilizá-la devido aos muitos problemas que ela causava.
Stanislavski, durante toda sua vida, ensinou e reelaborou o sistema muitas vezes, inclusive, proibia seus alunos de falarem sobre o sistema, pois este sofria constantes modificações, considerando-o um acesso a inúmeras possibilidades de interpretação, passível de mudanças e podendo ser aplicado a diferente estilos da arte, dependendo dos problemas que podem surgir em diferentes peças de teatro.

## Antes da atuação
Constantin Stanislavski chegou à conclusão de que o actor deve parecer o mais possível com a vida real. Quando papel e actor estão conectados, o papel ganha vida - e o que se faz necessário é constituir uma técnica capaz de possibilitar que isto sempre ocorra. Para tanto, ensinava que: Esqueça de tudo, deixe fluir, mas lembrem-se: isto pode acontecer algumas vezes em sua carreira, ou mesmo nunca. O que existe é técnica. Todo o resto depende da forma (particular) com que você atua. Isso certamente depende de como o actor se aproxima do seu papel, do quanto "ama" o seu papel.
Embora Stanislavski não tenha sido o primeiro em sistematizar a forma de atuação (a Era Vitoriana foi profícua em livros para actores), foi sem dúvida o primeiro a relacionar à arte sua significação psicológica - na verdade começou a fazê-lo antes mesmo de a psicologia ser melhor compreendida e formalizada como ciência. Desde sua criação, seu sistema influenciou profundamente a arte teatral, e seu criador nunca abandonou a visão sobre o desempenho realístico junto ao amor pela arte. 
O Sistema consiste num método complexo para produzir a atuação realística; a maioria dos bons actores atuais (quer do teatro, cinema ou televisão) devem a este aprendizado parte do sucesso que alcançam. Usando o Sistema, um actor é levado a proceder a uma profunda análise de si mesmo, bem como ao conhecimento do seu personagem. O actor é levado a descobrir os objetivos do personagem a cada cena, dentro do objetivo-geral da peça inteira.
Uma forma de se conseguir isto era o "segredo" de Stanislavski. Exigia que os actores fizessem inúmeras perguntas sobre seu personagem. Por exemplo, uma das primeiras perguntas que o actor deve fazer, antes de atuar, é: O que eu faria, se estivesse na mesma situação que o meu personagem?.

## Progressão do Sistema Stanislavski
O Sistema Stanislavski, muitas vezes, confunde-se com o Método de Atuação, em parte por conta de alguns discípulos, como Stella Adler que, depois de uma curta estadia com Stanislavski na Europa, levou esta experiência para Nova Iorque.
O fato é que Stanislavski defendia uma constante progressão de seus métodos, chegando mesmo a constar, no folclore que cerca sua figura, o caso em que, tendo uma actriz lhe perguntado sobre o que poderia fazer com as anotações que durante anos fizera de suas lições, respondera-lhe para as queimar todas. Verdadeira ou não, essa história ilustra a intenção do mestre. O que ele realmente se dedicava era a criar um sistema verdadeiramente executável pelos actores, ou seja, algo que estes de fato pudessem usar. O incessante reaprendizado foi uma constante ao longo de sua vida.

## O Sistema das Ações Físicas de Stanislavski, segundoGrotowski
As ações físicas talvez sejam o principal legado de Stanislavski, muito discutidas até os dias de hoje.
Jerzy Grotowski em seu artigo Sobre o método das ações físicas afirma que "para Stanislavski a emoção é independente da vontade". Grotowski explica "Quero amar uma pessoa mas não posso amá-la". Assim o que depende de nossa vontade para Grotowski "são apenas as pequenas ações, pequenas nos elementos de comportamento" e com elas o ator deve trabalhar.
| “ | eu penso no canto dos olhos, a mão tem um certo ritmo, vejo minha mão com meus olhos, do lado dos meus olhos quando falo minha mão faz um certo ritmo, procuro concentrar-me e não olhar para o grande movimento de leques (referência às pessoas se abanando no auditório) e num certo ponto olho para certos rostos, isto é uma ação. Quando disse olho, identifico uma pessoa, não para vocês, mas para mim mesmo, porque eu a estou observando e me perguntando onde já a encontrei. Vejam a posição da cabeça e da mão mudou, porque fazemos sempre uma projeção da imagem no espaço; primeiro esta pessoa aqui, onde a encontrei, em qualquer lugar a encontrei, qualquer parte do espaço e agora capto o olhar de um outro que está interessado e entende que tudo isso são ações, são as pequenas ações que Stanislavski chamou de físicas. Sobre o método das ações físicas | ” |

Assim Grotowski afirma que ações físicas de Stanislavski não são apenas sentimentos, mas o que é operacionalizável nas categorias físicas. É nesse sentido que Stanislavski fala de ações físicas, "não é sugestivo, mas que se pode captar do exterior" (Sobre o Método...).
E Grotowski avança para explicar o que não são ações físicas. Em seu ponto de vista 
| “ | Atividades não são ações físicas, como limpar o chão, lavar os pratos, fumar cachimbo, não são ações físicas, são apenas atividades. Mas a atividade pode se transformar em ação física. Por exemplo, se vocês me colocarem uma pergunta muito embaraçosa, que é quase sempre a regra, eu tenho que ganhar tempo. Começo então a preparar meu cachimbo de maneira muito "sólida" (pensando na pergunta, em como respondê-la, ou como sair da situação). Neste momento vira ação física, porque isto me serve neste momento. Estou realmente muito ocupado em preparar o cachimbo, acender o fogo, assim DEPOIS posso responder à pergunta.Sobre o método das ações físicas | ” |

E continua o famoso ator polonês, explicando mais detalhadamente utilizando agora uma cena de Romeu e Julieta. 
| “ | Ações físicas não são apenas gestos. Os atores normalmente fazem muitos gestos pensando que este é o mistério. Existem gestos profissionais - como os do padre. Sempre assim, muito sacramentais. Isto são gestos, não ações [(físicas)]. (...) O ator que representa Romeu de maneira banal fará um gesto amoroso, mas o verdadeiro Romeu vai procurar outra coisa; de fora pode dar a impressão de ser a mesma coisa, mas é completamente diferente. Através da pesquisa dessa coisa quente existe como que uma ponte, um canal entre dois seres, que não é mais físico. Neste momento Julieta é amante ou talvez seja uma mãe. Também isto, de fora, dá a impressão de ser qualquer coisa de igual, parecida, mas a verdadeira reação é ação. O gesto do ator Romeu é artificial, é uma banalidade, um clichê ou simplesmente uma convenção, se representa a cara de amor assim. Vejam a mesma coisa com o cachimbo, que por si só é banal, transformando-a a partir do interior, através da intenção - nesta ponte viva, a ação física não é mais só um gesto. Sobre o método das ações físicas | ” |

Finaliza Jerzy Grotowski então sobre o GESTO nesta palestra proferida no Festival de Teatro de Santo Arcangelo (Itália), em junho de 1988.
| “ | O gesto é uma ação periférica do corpo, não nasce no interior do corpo, mas na periferia. Por exemplo, quando os camponeses cumprimentam as visitas, se são ainda ligados à vida tradicional, o movimento da mão começa dentro do corpo (Grotowski mostra), e os da cidade assim (mostra). Este é o gesto. Ação é alguma coisa mais, porque nasce no interior do corpo. Quase sempre o gesto encontra-se na periferia, nas "caras", nesta parte das mãos, nos pés, pois os gestos muito freqüentemente não se originam na coluna vertebral. As ações, ao contrário, estão radicadas na coluna vertebral e habitam o corpo. Sobre o método das ações físicas | ” |

## Outros sistemas
Vários outros sistemas existem sobre a arte de representar. Todos os modernos sistemas, entretanto, guardam influência na "atuação realística" e no Método da Ação Física do Sistema Stanislavski. 
Existe a Técnica de Meisner ou, ainda, o método associado Sanford-Meisner e o Neighborhood Playhouse novaiorquino. O Atlantic Theater Company, igualmente de Nova Iorque, também desenvolveu sua técnica. 
Existe também a Viewpoints Technique (técnica do ponto de vista), da diretora Anne Bogart, que prega haver seis categorias diversas para a representação na qual um actor deve focalizar e o Método Suzuki de Treinamento do Actor, desenvolvido por Tadashi Suzuki, um extremado sistema de Atuação Física.
Outras personalidades que desenvolveram ideias sobre a forma de atuação também podem ser relacionadas ao sistema criado por Stanislavski, tais como Vsevolod Meyerhold, que foi seu amigo, ou Jerzy Grotowski, que chegou a um desenvolvimento radical das ideias do mestre. 
Alguns desenvolveram conceitos teatrais próprios, como Antonin Artaud e Bertolt Brecht. Viola Spolin popularizou o conceito de representação e a importância da técnica de improvisação, ambos servindo tanto para os ensaios como para a atuação.

## O Sistema Stanislavski

### Relaxamento
Quando Stanislavski observou os grandes atores e atrizes de seus dias, ele reparou como eram fluidos e naturais seus movimentos, parecidos com os da vida cotidiana. Eles pareciam estar num estado de completa liberdade e relaxamento, o que fazia com que o comportamento do personagem fluísse sem esforço. Concluiu, então, que toda tensão não desejada tem de ser eliminada, e todo o tempo o artista tem de estar relaxado física e vocalmente.

### Concentração e observação
Stanislavski descobriu ainda que aqueles grandes artistas pareciam estar concentrados completamente num só objeto, pessoa ou evento enquanto estavam em cena, no palco. Ele definiu esta extensão ou área de concentração como círculo de atenção. Este círculo de atenção pode ser comparado a um círculo de luz num palco às escuras. O artista deve começar com a ideia de que este círculo é pequeno e apertado, contendo apenas a si próprio, ou talvez uma outra pessoa ou uma peça de mobília do cenário. Uma vez estabelecido o forte círculo de atenção, o artista então deve criar o grande círculo externo, que pode incluir todo o palco. Deste modo, o artista deixará de se preocupar com a assistência, chegando mesmo a perder a consciência de sua existência.

### Importância das particularidades
Uma das técnicas de Stanislavski consistia em dar ênfase concreta aos detalhes. Dizia que um artista nunca deveria atuar de forma geral, como também nunca deveria tentar representar um sentimento como medo ou amor de modo vago, amorfo. Na vida, disse Stanislavski, nós expressamos nossas emoções usando de particularidades: uma mulher ansiosa torce um lenço, um menino valente joga uma pedra numa lata de lixo, um homem de negócios nervoso agita as suas chaves. Artistas têm que encontrar atividades semelhantes.
O artista deve conceber a situação na qual está o seu personagem (aquilo que Stanislavski definiu como circunstâncias determinadas) para estabelecer as particularidades que usará. Em que tipo de espaço a cena está sendo representada: Formal, informal, público, doméstico? Qual o seu sentimento? Qual é a temperatura? A iluminação? O que ocorreu logo antes? O que deverá ocorrer no futuro? Novamente, perguntas devem ser respondidas em termos reais.

### Verdade interior
Um inovador aspecto do trabalho de Stanislavski tem a ver com a "verdade interior", em como representar o mundo interior ou subjetivo do personagem – ou seja, seus pensamentos e emoções. As primeiras fases da pesquisa de Stanislavski ocorreram quando ele também dirigia os principais dramas de Anton Chekhov. Eram peças como A gaivota e O pomar de cerejas (Cerejeiras em flor), que têm menos ação com dinâmica externa ou momentos em que os personagens  falam, ao passo em que são comuns os momentos em que os personagens estão pensando, refletindo e sentindo, sem verbalizar. Evidentemente, esta aproximação de Stanislavski ao texto traria um resultado benéfico para a construção do personagem, no modo de representar a vida interior do personagem.
Stanislavski teve várias ideias de como alcançar a sensação de "verdade interior". Uma delas foi a palavra mágica "se". "Se" é uma palavra que pode transformar nossos pensamentos, permite que nos imaginemos virtualmente em qualquer situação: Se eu ficasse rico de repente..., Se eu estivesse tirando férias na ilha caribenha..., Se eu tivesse grande talento..., Se aquela pessoa que me insultou vem novamente perto de mim... . A palavra "se" transforma-se numa poderosa alavanca para a mente, fazendo com que as pessoas nos vejam como que erguidas sobre nós mesmos, dando uma sensação de certeza absoluta sobre circunstâncias imaginárias.

### Ação no palco

#### O que?Por que?Como?
Um princípio importante do sistema de Stanislavski é que todas as ações no palco têm que ter um propósito. Isto significa que a atenção do artista sempre deve ser enfocada em uma série de ações físicas ligadas sucessivamente pelas circunstâncias da cena. Stanislavski determinou que a maneira de se criar este elo entre as diversas ações é a resposta às três perguntas essenciais:  O que?, Por que? e Como?, como pode se observar nos exemplos a seguir:
- O "o que" - Uma ação é executada, como por exemplo abrir uma carta;
- O "porquê" - A carta é aberta porque alguém disse que contém uma informação extremamente prejudicial ao personagem;
- O "como" - O personagem abre a carta ansiosamente, com medo, por causa do efeito calamitoso que seu conteúdo poderá provocar em seu personagem.

Estas ações físicas, que acontecem de momento a momento, são governadas por um objetivo maior que é aquele da própria peça que se está encenando.
O que? Por que? Como? são um princípio importante do sistema de Stanislavski.

### A linearidade de um papel
De acordo com Stanislavski, para desenvolver continuidade numa cena, o actor deveria achar o superobjetivo do personagem: O que é, acima de tudo, que o personagem procura, deseja, durante o curso da peça? Qual é a força motriz do personagem? Se ele pode estabelecer uma meta para a qual seu personagem se dirige, que deve lutar para alcançar, esta será para o artista um objetivo geral, uma linha sobre a qual dirigirá seu personagem, tal como o esquiador que, para chegar ao topo da montanha, senta-se num teleférico. Uma outra forma de chamar-se esta linha é "espinha".
Para ajudar a desenvolver a linearidade do papel, Stanislavski sugeriu aos artistas que dividissem as cenas em unidades de linha, que às vezes denominou "batidas". Nessas unidades há um objetivo, sendo objetivos intermediários os que atravessam as cenas para finalmente chegar ao objetivo geral da peça.

### Atuação em conjunto
Exceto nos espetáculos solo, com um só personagem, os artistas não atuam sozinhos; eles interagem com outras pessoas. Stanislavski estava atento para o fato de que muitos actores "param de atuar" ou então perdem a concentração, quando eles não são os personagens principais numa cena ou quando a fala pertence a outra pessoa. Tais artistas fazem um grande esforço quando é a sua fala, mas não quando estão escutando. Esta tendência destrói a linearidade, fazendo com que o artista mova-se dentro e fora do papel que representa. Isto debilita a ação do conjunto, pois a atuação em conjunto depende de todos os atores. Deve-se manter a concentração no personagem em todos os momentos, colaborando até gestualmente com o companheiro com o qual se contracena, de forma a jamais quebrar a unidade do conjunto.

### Stanislavski e a ação psicofísica
Stanislavski começou a desenvolver suas técnicas no começo do século XX e, no princípio, ele enfatizava os aspectos interiores para o treinamento do ator. Por exemplo, os vários modos de contato com o artista são inconscientes. Mas, por volta de 1917, ele começou a olhar cada vez mais para a ação propositada, onde a ação é intencional e não intuitiva, naquilo que denominou de ação psicofísica (uma ação tem seu propósito e ela é quem conduz ao sentimento). Um de seus alunos notou a mudança e anotou numa de suas conferências: Considerando que a ação tinha sido ensinada previamente como a expressão de um "estado emocional" previamente estabelecido, é agora a ação quem predomina e é a chave para determinar o psicológico. Em lugar de ver as emoções conduzindo a ação, Stanislavski passou a acreditar que era o contrário que ocorria: a ação propositadamente representada para chegar aos objetivos do personagem era o caminho mais direto para as emoções, conforme os exemplos abaixo:
1. Um personagem está sentado numa mesa de jantar. Repentinamente, o personagem levanta-se depressa e joga um prato à parede, e esta ação provoca mais raiva no personagem - ele antes estava tentando ficar furioso. O personagem faz um movimento irado e lança mais um prato - sua raiva estará maior.
2. O personagem 'A' dá um abraço no personagem 'B'. O personagem 'A' então agora se sentirá mais íntimo do outro personagem, sensação que foi provocada pela ação abraço.
3. Se você já observou um jogador de futebol antes da partida vai compreender como a ação provoca a emoção: ele se agita, grita, faz exercícios como que preparando-se emocionalmente para o jogo. O atleta na verdade agiu antes para preparar a emoção, ou seja, ele demonstra um claro exemplo do significado da ação psicofísica.

## Artigos e teses sobre Stanislavski
- Takeda, Cristiane Layher. Minha vida na arte de Konstantin Stanislavski: os caminhos de uma poética teatral.ECA/USP
- Costa, Iná Camargo. Stanislavski na Cena Americana Estud. av. vol.16 no.46 São Paulo Sept./Dec. 2002
- Mauch, M., Dellari Jr., A., Camargo, R. Tabela Stanislavski Um estudo das traduções de Stanislavski no ocidente
- Camargo, R. Teatro e Fragmentos: Construindo Emoções, Pensamentos e Razoes in Editora UCG, 2008.
- Deuselice, J.; Camargo, R. Razão Emoção, entendendo a relação ator-personagem. Anais do Conpeex 2008.
- «Mauch, M.; Camargo,R. O Método Stanislavski: A edição de a Construção da Personagem em português e espanhol, um estudo comparativo. Anais do CONPEEX 2008 - UFG»
- Mauch, M., Fernandes, A., Camargo, R. Um Elo Perdido: Stanislavski, Música e Musicalidade. Teatro, Gesto e Palavras. Anais Semin. Nac. Pesqu. em Música
- Mauch, M. Camargo, R. A “Verdade” de Stanislavski e o ator criador: Elos Perdidos na Tradução ao Português da obra a Construção da Personagem. IV Simpósio Internacional de História: Cultura e Identidades.
- Mauch, M., Fernandes, A., Camargo, R. O Rei Stanislavski no tempo da pós-modernidade. Revista Fênix 2010
- Teixeira, Ana et Camargo, R. Spolin e Stanislavski: Intersecções no Ensino e na Prática do Teatro Revista Fênix, set/dez 2010.
- Fernandes, Adriana. Dalcroze, a Música e o Teatro. Fundamentos para o Ator Compositor. Revista Fênix, set/dez 2010. Dossiê o Tapete Voador... Teorias do Espetáculo e da Recepção.
- Mauch, Michel. Stanislavski, Aprender pela Vivência. TCC/UFG